# Filip Látal
Filip Látal (* 23. srpna 2002 Olomouc) je český ploutvový plavec. Drží české rekordy na tratích 200, 400, 800 a 1500 metrů PP. V roce 2022 reprezentoval Českou republiku na Světových hrách v americkém Birminghamu, kde skončil na 5. místě na trati 200 PP. Mimo to v roce 2019 vybojoval stříbrnou medaili na Mistrovství světa juniorů v egyptském letovisku Sharm El Sheikh také na trati 200 PP.